# Uptown Funk
Uptown Funk este un single al producătorului britanic Mark Ronson în colaborare cu cântărețul american Bruno Mars, inclus în al patrulea album al lui Ronson, Uptown Special (2015).
Cântecul a fost un real succes, ocupând locul I în topul american Billboard Hot 100 timp de 14 săptămâni consecutive.
Videoclipul cântecului a fost publicat pe YouTube pe 19 noiembrie 2014, iar în decembrie 2017 acesta avea 2,8 miliarde de vizualizări.